# Bojarski (herb szlachecki)
Bojarski – polski herb szlachecki, używany przez rodzinę osiadłą w Rosji.

## Opis herbu
Opis z wykorzystaniem zasad blazonowania, zaproponowanych przez Alfreda Znamierowskiego:
W polu błękitnym półksiężyc złoty, nad którym strzała srebrna.
W klejnocie nad hełmem w koronie ogon pawi przeszyty strzałą w prawo.
Labry: Z prawej błękitne podbite srebrem, z lewej błękitne podbite złotem.

## Najwcześniejsze wzmianki
Herb polskiej rodziny Bojarskich, której przedstawiciel, Michał, miał osiąść w 1658 w Rosji. Herb wzmiankowany przez Obszczij gerbovnik dvorianskich rodow Wsierossijskoj Imperii (1863).
Zwraca uwagę podobieństwo herbu Bojarski do herbu Sas, oraz fakt, że polscy Bojarscy używali tego herbu (zob. lista nazwisk w artykule Sas).

## Rozsiedlenie rodu Bojarskich na obszarze Cesarstwa
Fiodor Bojarski, zapisany został w VI genealogicznej księdze szlachty połtawskiej z prowincji charkowskiej. Niemniej z uwagi na braki w udokumentowaniu, pochodzenie rodziny Bojarskich nie zostało zatwierdzone w rozdziale dotyczącym „starej szlachty”, a w następnym rozdziale, będącym wykazem nowej szlachty. Tam wymieniony został kapitan wojsk polskich, Michał Bojarski (połowa XVII w.) i zatwierdzony przez Heroldię. W powyższym dokumencie, wymienieni są wszyscy potomkowie Fiodora Bojarskiego. Dokumenty wystawił oddział heroldii w Kijowie, z zapisami do ksiąg w guberniach: podolskiej, moskiewskiej, mińskiej.
Przodkowie rodu Bojarskich służyli w armii polskiej. Byli to: Kazimierz, Iwan Bojarscy. W 1658 roku, Iwan awansował do stopnia kapitana i został nobilitowany. Jego to potomkowie byli właścicielami wiosek i zapisani do 6 księgi genealogicznej na województwa wołyńskie. 9 marca 1851 przyznane zostało szlachectwo Edwardowi Bojarskiemu, o czym świadczy wydany wówczas dyplom.

## Herbowni
Herb ten, jako herb własny, przysługiwał jednej tylko rodzinie herbownych:
Bojarski.